# Дебин (река)
Де́бин — река на Дальнем Востоке России, протекает по территории Ягоднинского района Магаданской области. Левый приток Колымы.

## Описание
Длина реки — 248 км (с ручьём Арчагыл), площадь водосборного бассейна — 5530 км². Протекает среди хребтов в системе хребта Черского в зоне сплошной многолетней мерзлоты. Берёт начало на восточном склоне горы Спорная (к востоку от пика Черге). Направление течения — юго-восточное. Впадает в Колыму в 1809 км от её устья (в 5 км выше посёлка Дебин).
Основные притоки (в скобках указана длина в км)
- правые — Сухахы (54), Джелгала (51), Дусканья (27), Шустрая (26), Петер (25).
- левые — Сохатиная (30), Неуместная (26), Последняя (26).

## Хозяйственное освоение
В нижней части реки на левом берегу расположен пгт Ягодное. От устья вдоль левого берега проходит автодорога Р504 «Колыма», пересекающая реку по мосту в среднем течении. Близ устья через реку построен мост на автодороге Дебин — Синегорье, а также ЛЭП «Колымская ГЭС — Оротукан».
С 1960-х гг. в бассейне реки разрабатываются россыпные месторождения золота. В результате здесь образовались места очень сложного техногенного рельефа, включающего разновозрастные отвалы вскрышных пород, дражные и карьерные галечные отвалы, эфеля, разнообразные искусственные водоёмы.
Значительная часть имевшихся ранее в бассейне населённых пунктов прекратила существование, сохранились посёлки Бурхала (вблизи моста в среднем течении) и Сенокосный (вблизи Ягодного).

## Этимология
Название в переводе с якут. дьэбин — ржавчина. Это связано с тем, что окружающие долину реки сопки имеют красновато-жёлтый цвет, похожий на ржавчину.